# Festa di a Nazione
La Festa di a Nazione (in italiano Festa della Nazione) è una festa che viene celebrata in tutta la Corsica dal 1735.

## Storia
Due assemblee generali della Corsica svoltesi nel 1735 e una terza avvenuta nel 1761 proclamarono l'Immacolata Concezione patrona dell'isola e la giornata dell'8 dicembre, festività della patrona festa nazionale.
Il 30 gennaio 1735 la Consulta d'Orezza presieduta da Luigi Giafferi di Talasani, Giacinto Paoli di Morosaglia e da Andrea Ceccaldi di Vescovato riunita in un paese della Castagniccia e voluta da Pasquale Paoli fece entrare in vigore la Costituzione della Corsica, di tipo repubblicano scritta dall'avvocato Sebastiano Costa che proclamò l'8 dicembre "Festa Nazionale" della Corsica sotto la protezione dell'Immacolata Concezione.
Nonostante la fine della Corsica indipendente l'evento è festeggiato dagli indipentisti còrsi e celebrato particolarmente a Morosaglia, paese natale di Pasquale Paoli, a Ponte Nuovo e Borgo, teatro di due battaglie contro i francesi, e a Corte, capitale indipendentista dell'isola sotto Pasquale Paoli.

## Luoghi principali delle commemorazioni

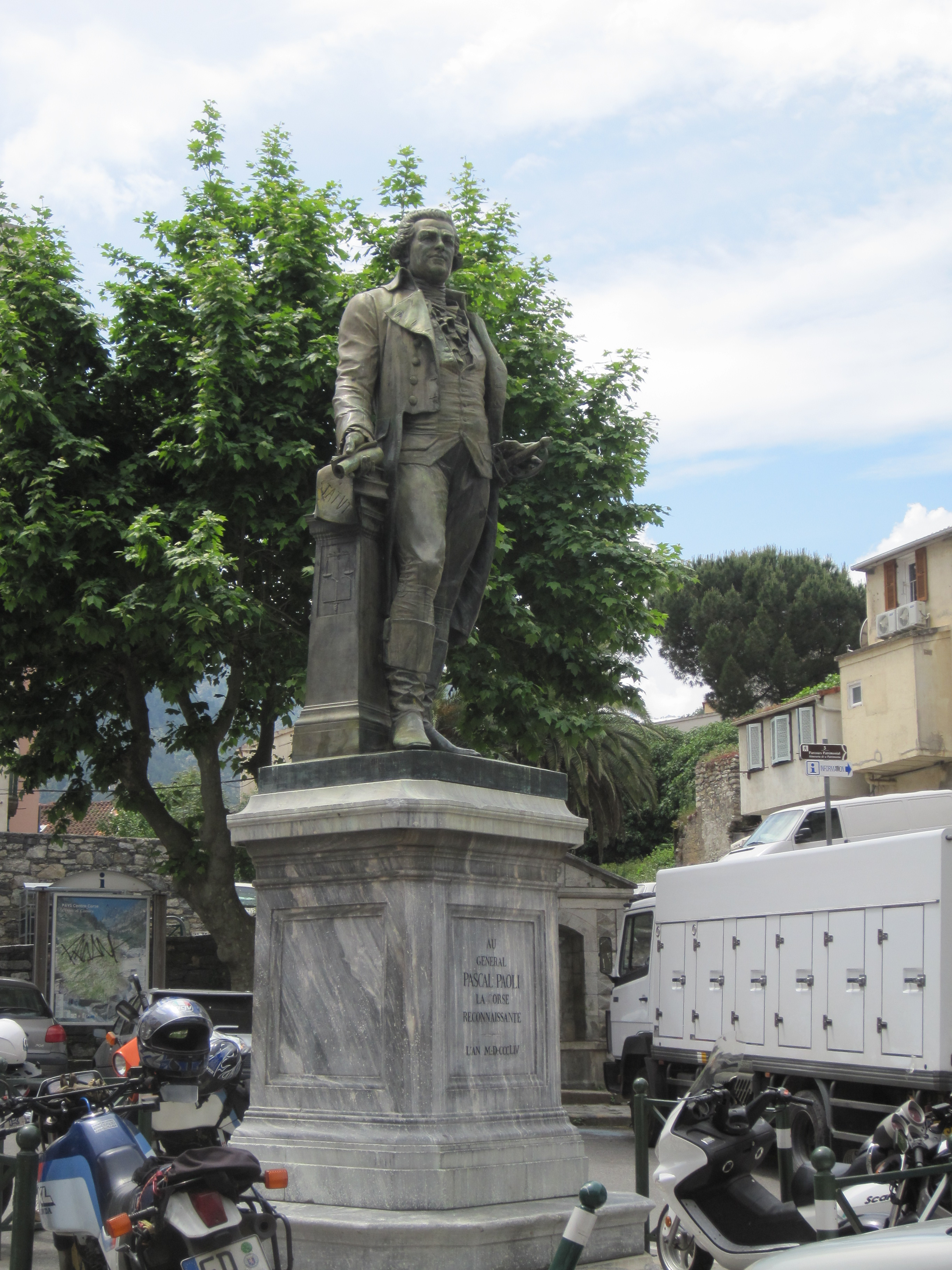
Statua dedicata a Pasquale Paoli a Corte, capitale indipendentista dell'isola.
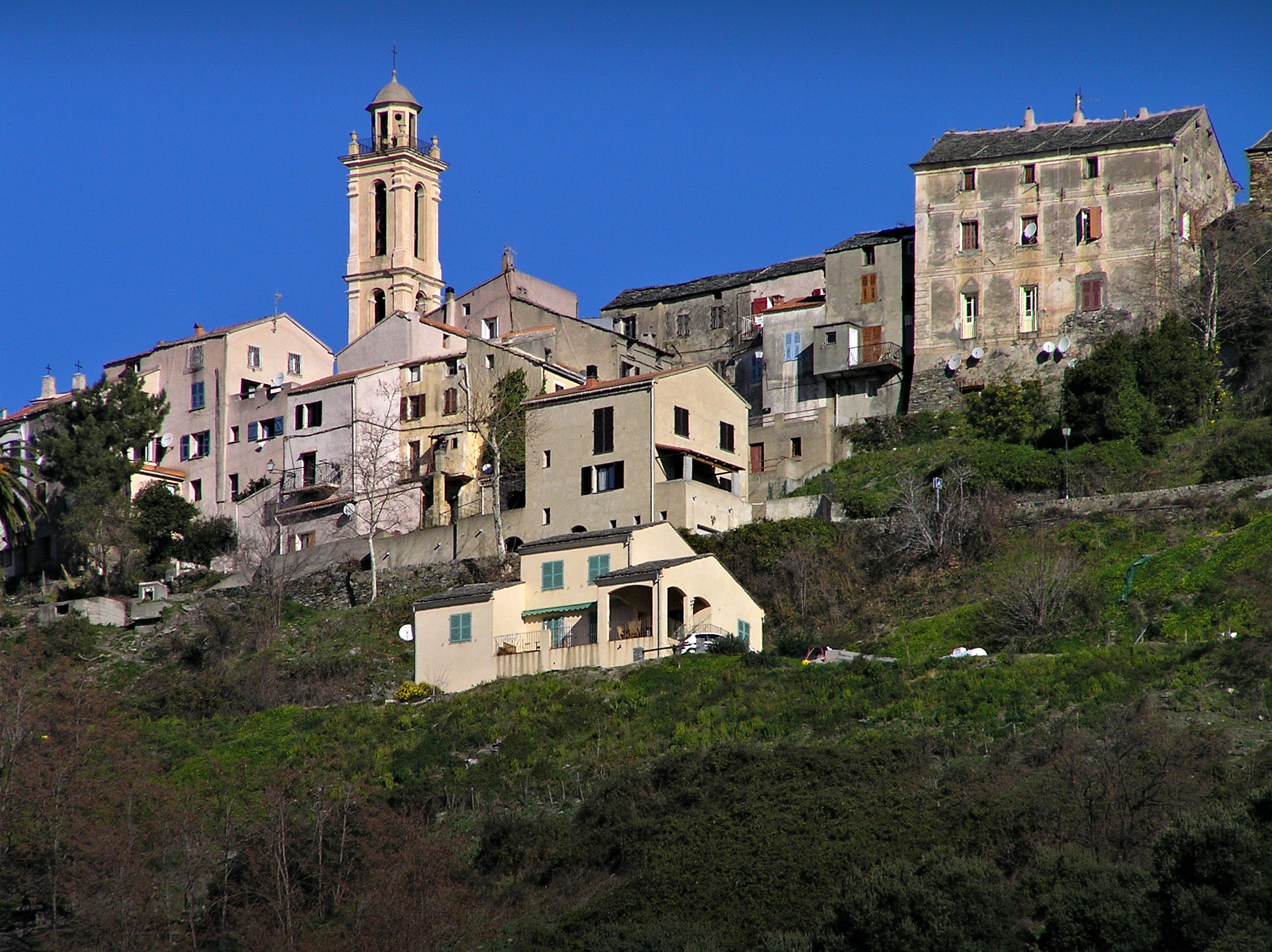
Borgo, luogo della battaglia vinta dai còrsi contro i francesi nel 1768.
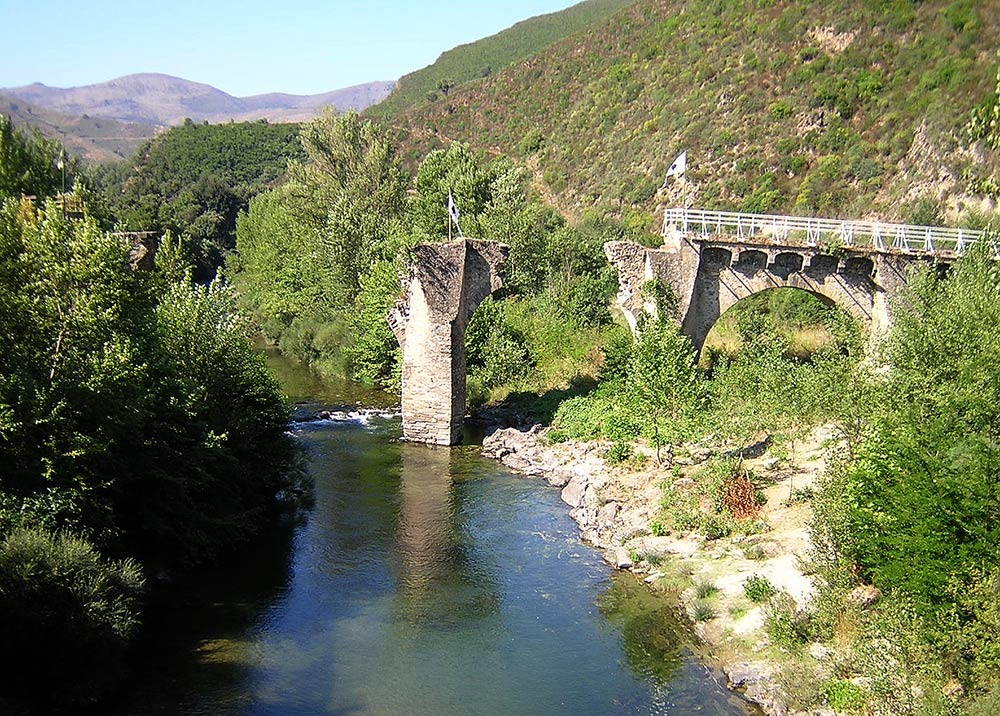
Il ponte genovese a Ponte Nuovo, frazione di Castello di Rostino, luogo della battaglia del 1769 vinta dai francesi.
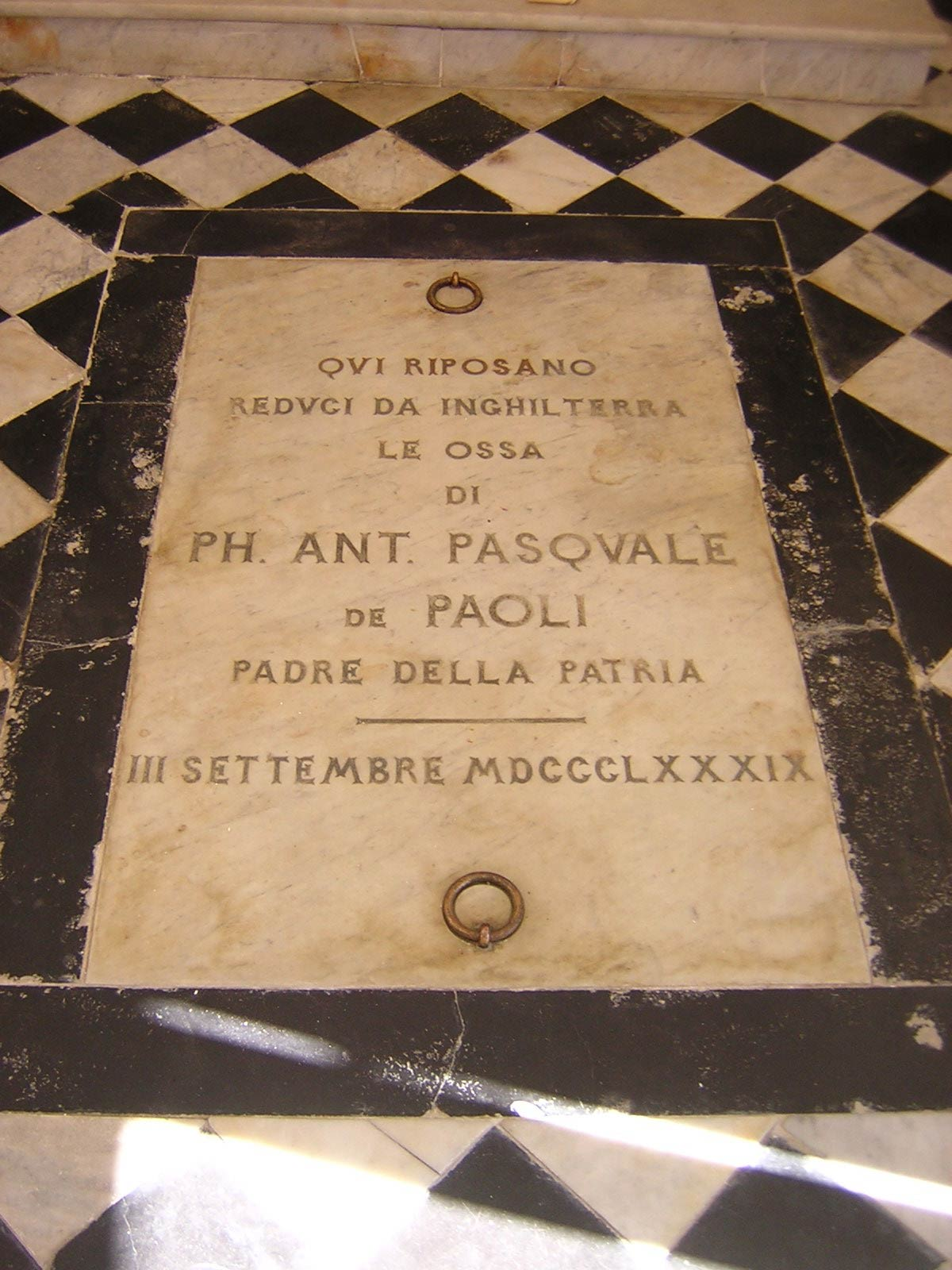
Tomba di Pasquale Paoli a Morosaglia.